# Carl Oscar Munthe
Carl Oscar Munthe, född den 12 december 1861 i Elverum, död den 20 december 1952, var en norsk militär och krigshistoriker.
Munthe, som blev officer 1881, var avdelningschef vid generalstaben 1907–1910 och blev lärare vid krigsskolan i krigshistoria och taktik 1907 samt överste och chef för Vestoplandenes infanteriregemente nummer 6 1912. Han blev generalmajor 1924. Munthe utgav bland annat Optegnelser af generalmajor Peder Todderud om krigen 1709–19 (1897), Hannibalsfeiden 1643–45, Den norske hærs bloddaab (1901), Fredrikshalds og Frederiksstens historie indtil 1720 (1906) och Oberstløjtnant Johan Georg Ræder 1751–1808 (i norsk "Historisk tidsskrift" 1909–1910).